# Diana Frank
Diana Frank est une actrice née le 29 août 1965 (56 ans) à Boulogne-Billancourt de parents allemands. Elle possède la double nationalité  française-allemande.

## Biographie
Fille d'une actrice théâtrale, elle ne passe pas inaperçue lors des réceptions. À ses 19 ans, elle va à Los Angeles et étudie le spectacle au théâtre Strasberg. Elle suit aussi des cours de ballet classique au Dupree Dance Academy. Pendant ce temps, elle joue ses premiers grands rôles dans la production cinématographique Club Vampire avec John Savage. D'autres succès comme High Tide qui était diffusé en Allemagne, et le rôle d'invité dans SeaQuest, police des mers. En 1995, elle apparaît dans le jeu FMV The beast within, interprétant Frau Haugel, l'assistante de l'avocat du héro. En Allemagne, elle joue dans L'Homme aux 6 balles et est, de 1998 à 2001, l'héroïne Claudia Diehl dans la série Le Clown avec Sven Martinek et Thomas Anzenhofer.

## Filmographie sélective
- 1988 : La Jungle de Verre (The Glass Jungle) : Mary
- 1988 : Not Since Casanova : Gina
- 1989 : Monster High : Candice Cain
- 1989 : L'Homme homard venu de Mars (Lobster Man From Mars) : Vicky la campeuse
- 1990 : Le Baiser du vampire (Pale Blood) de Takashi Matsuoka : Jenny
- 1994 : Les Yeux de Serpent (Eyes of the Serpent) : Fiona
- 1996 : Dead of Night : Nina
- 1996 : Mariage Arrangé (Arranged Marriage) : Francine
- 1997 : Ballermann 6 : Maja
- 2005 : Siegfried : Karin

### Séries télévisées
- SeaQuest 2032 (1993) : Mademoiselle
- Florida Lady (1994) : Elisabeth
- High Tide (1994) : Fritz
- Le Clown : Claudia Diehl
- Die Wache (2001) : Marlies Wernitz
- Edel & Starck (2003) : Karin Bertram
- Alerte Cobra : (2003) Épisode 9 Saison 14 : Julia
- Verbotene Liebe (2008-2009) : Katja Brandner
- Die Rosenheim-Cops (2010) : Caroline Jung